# The Fartz
Первоначально The Fartz были сформированы в 1981 году и были одной из первых известных хардкор-групп из Сиэтла, штат Вашингтон. Они были известны не только тем, что играли невероятно быструю и тяжелую музыку, но также и своими политически и социально сознательными текстами песен, которые критиковали политику правительства, религиозное лицемерие, расизм, сексизм и бедность.

## Дискография
- 1981 Because This Fucking World Stinks 7” EP – Fartz Records
- 1981 "Campaign Speech" on Seattle Syndrome Volume One compilation - Engram Records.
- 1982 World Full Of Hate 12” LP – Alternative Tentacles, Virus 17
- 1982,Because This Fucking World Stinks 7” EP reissue – Alternative Tentacles Virus 21
- 1983 "Buried Alive" on Eastern Front Vol. II compilation.
- 1990 You, We See You Crawling 12” EP – Musical Tragedies, Eight Tragedy
- 1998 Because This Fuckin' World Still Stinks anthology LP/CD – Alternative Tentacles, Virus 217
- 2000 N.W.T.O. 7-inch EP - Transparent Records, TR-26
- 2001 What's in a Name LP/CD - Alternative Tentacles, Virus 262
- 2002 Injustice, 15 Working Class Songs LP/CD Alternative Tentacles, Virus 279
- 2002 Viet-Raq CD New Prejudice a2o Records